# کوارتز
کوارتز یا دُرِّ کوهی یک کانی با درجه سختی ۷ در مقیاس موهس است. کوارتز به رنگ‌ها و نام‌های گوناگون دیده شده است که یکی از انواع آن عقیق است البته می‌تواند دید که در دیگر عقیق‌ها درصدهایی از این کانی وجود دارد، این کانی به رنگ‌های کهربایی- زرد- سفید- جگری- جگری مایل به سیاه و سبز دیده شده است.
کوارتز بعد از فلدسپات، دومین کانی فراوان پوستهٔ زمین است. کوارتز متشکل از شبکهٔ پیوستهٔ SiO۲ است، به گونه‌ای که هر اتم اکسیژن میان دو چهاروجهی قرار دارد؛ بنابراین فرمول عمومی برای تشکیل کوارتز SiO۲ می‌باشد. بلورهای کوارتز در شکل‌های گوناگون یافت می‌شوند و برخی از آن‌ها را می‌توان به عنوان جواهر استفاده کرد یا در ترکیبات برای ساخت آلیاژ مناسب برای تولید زیورآلات به کار برد.
از انواع دیگر کوارتزها می‌توان کوارتز صورتی، اُپال و عقیق را نام برد.

## ریشه لغوی واژه کوارتز
واژه کوارتز از کلمه یونانی krustallos گرفته شده است و به معنای یخ اقتباس شده است.
البته در بعضی مقاله و نوشته‌های موجود ریشه این واژه را، به واژه Quarz یا لغت اسلاوی tvrdý نسبت داده‌اند،
در بعضی از منابع، مقالات و کتب فارسی این لغت کُوارتِز یا کُوارتز خوانده می‌شود.

## ساختمان بلوری

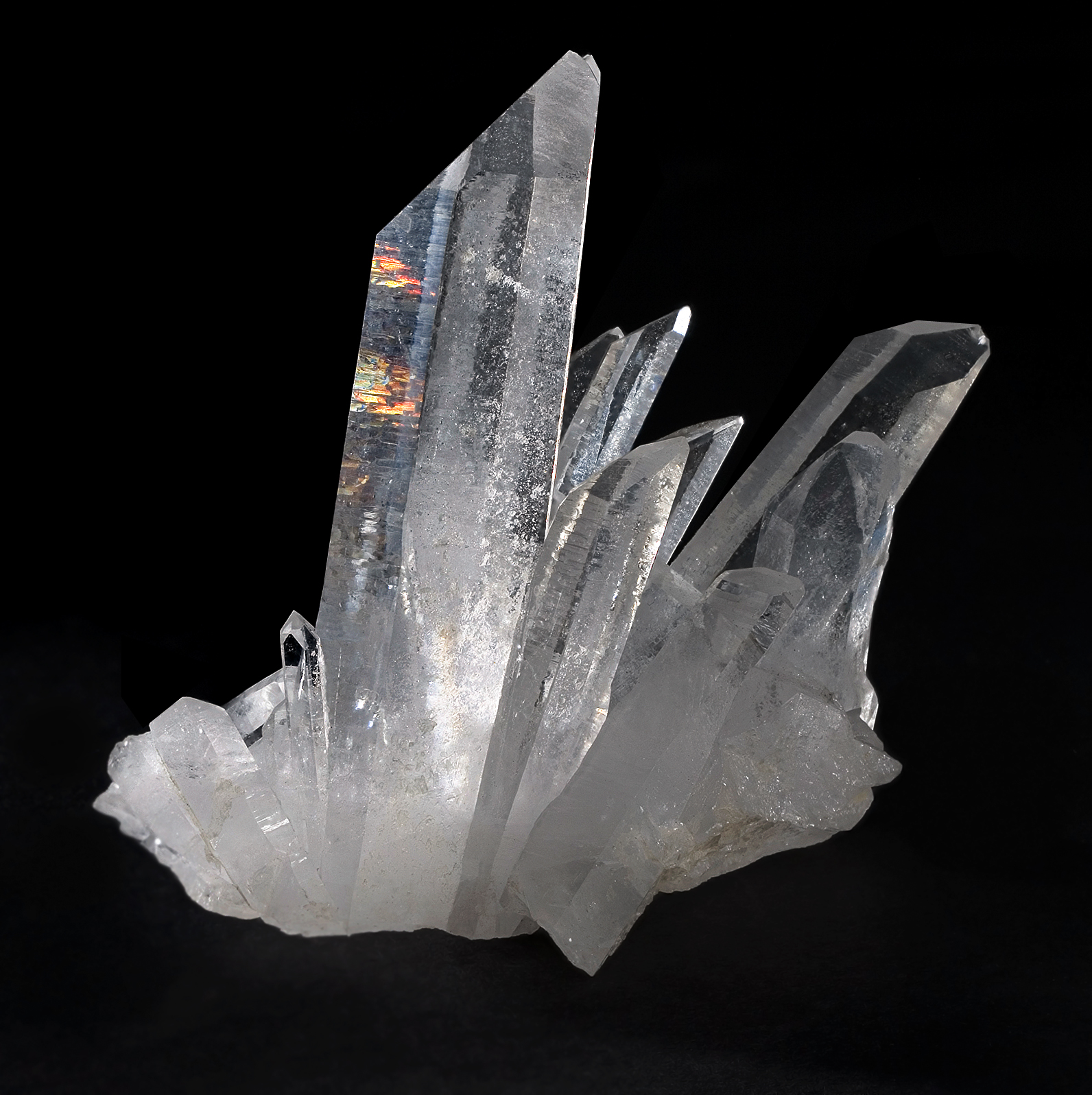
خوشه کریستالی کوارتز از تبت

کوارتز به دستگاه بلوری هگزاگونال تعلق دارد.
یکی از پلی‌مورف‌های سیلیس (اکسید سیلیسیم) با ساختار بلوری لوزی‌پهلو است، آب‌های داغ دارای محلول‌های SiO۲ در شکاف‌ها و درزها سرد می‌شوند و رسوب SiO۲ در این مکان‌ها بلورهای کوارتز را به‌وجود می‌آورند. کوارتز تورمالینی یکی از انواع کوارتز است که رشته‌های تورمالین را در بلور شش‌وجهی خود جای‌داده است. محلول‌های دارای SiO۲ می‌توانند در شکاف مرکزی سنگ‌ها رسوب کنند که زمین‌شناسان آن‌ها را ژئود کوارتز می‌نامند.

## خواص فیزیکی
لوله‌های شیشه‌ای کوارتز
چگالی: ۲۲۰۰ کیلوگرم بر متر مکعب
سختی: ۷ از مقیاس موس
استحکام کششی: 7000psi
استحکام فشاری: 160000psi
نسبت پواسون: ۰٫۱۷
ضریب هدایت حرارتی: 1.4W/MC
کوارتز به خوبی در مقابل هوازدگی ازخود مقاومت نشان می‌دهد و در دمای تقریبی ۱۶۷۰ درجه سانتی‌گراد ذوب می‌شود.

## شیشه کوارتز
کوارتز معمولاً در مصارف آزمایشگاهی و تحقیقاتی مورد استفاده قرار می‌گیرند. مواد تشکیل دهنده شیشه‌های کوارتزی بروسیلیکات است. می‌توان از مجموعه ویژگی‌های شیشه‌های کوارتز به موارد زیر اشاره داشت: نفوذپذیری، سختی و مقاومت بالا، مقاومت بالا در برابر حرارت، خلوص شیمیایی، ضریب توسعه حرارتی مناسب، عایق الکتریکی، مقاومت بالا در برابر خوردگی، انتقال نوری گسترده، یکی از مهم‌ترین و پر استفاده‌ترین عناصر در ساخت عدسی و اشیای اپتیکی و غیره

## کوارتز و مصارف آن
کوارتز در واقع شکل دیگری از بروسیلیکات می‌باشد که به وفور در طبیعت یافت می‌شود. ۱/۳ درصد از جرم زمین را سیلیکات‌هاتشکیل می‌دهند. این ماده از لحاظ خواص فیزیکی بسیار پایدار بوده و در مقاطع مختلفی از آن‌ها استفاده نمود. از مجموعه خواص فیزیکی شیشه کوارتز می‌توان به موارد زیر اشاره داشت.
میلیاردها نفر هر روز از کوارتز استفاده می‌کنند، زیرا بلورهای ریز کوارتزی درون ساعت‌های مچی بدون باتری و دیواری آن‌ها پنهان شده است.
در ارتباط با ساعت‌های بدون باتری (ساعت کوارتز) , برخی از مواد مانند برخی از سرامیک‌ها و بلورهای کوارتز، هنگامی که تحت فشار مکانیکی یا ضربه دستی قرار گیرند، می‌توانند الکتریسیته تولید کنند. توانایی تبدیل دوجانبه فشار مکانیکی و الکتریسیته را به یکدیگر «خاصیت پیزوالکتریک» می‌نامند.

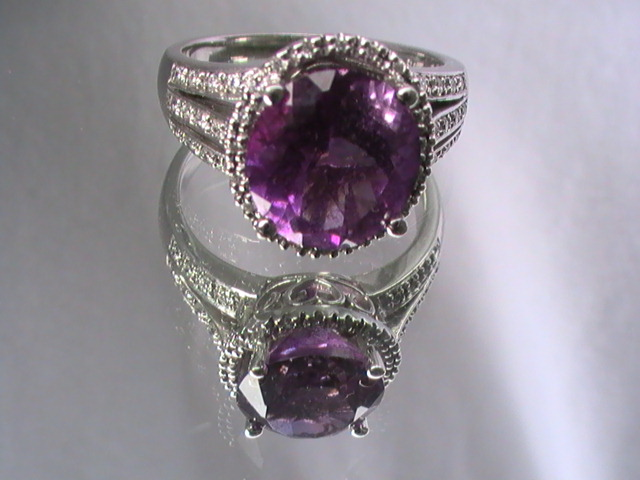
نمونه‌ای از دُرّکوهی

بلورهای کوارتز که دارای این خاصیت هستند، با یک ولتاژ معین برق همیشه با بسامد یا فرکانس خاصی مرتعش می‌شوند؛ بنابراین این بلورها معیار دقیقی از بسامد یا فرکانس را حفظ می‌کنند، که به تنظیم حرکت ساعت کمک می‌کند و دقت آن را بسیار بالا می‌برد.
اولین ساعت کوارتز در سال ۱۹۲۷ و توسط وارن ماریسون و جی.وی. هورتون در آزمایشگاه‌های بل ساخته شد. از سال ۱۹۸۰ و با فراگیر شدن استفاده از محصولات الکتریکی حالت جامد این امکان فراهم گردید تا این مدل ساعت‌ها در اندازه‌های مناسب‌تر و قیمت تمام شدهٔ ارزان‌تری تولید گردند. ساعت کوارتز چنان دقیق است که در هر ده سال یک ثانیه خطا می‌کند.
کوارتز در رادیوها، ریزپردازنده‌ها، و بسیاری از دستگاه‌های صنعتی دیگر نیز به کار می‌رود.
همچنین در صنایع طراحی و طراحی داخلی و دکور و زیبایی در شرکت‌ها و اداره‌ها مورد استفاده قرار می‌گیرد.